# ケイラ・カネット
ケイラ・カネット（Kayla Canett、1998年4月29日 - ）は、アメリカ合衆国の女子ラグビー選手。

## プロフィール
- アメリカ・カリフォルニア州サンディエゴ出身[1]。
- ポジションはスタンドオフ(SO)。
- 身長 165cm、体重 59kg
- 女子ラグビーワールドカップ2017の女子アメリカ合衆国代表に選ばれた[2]。

## 略歴
2021年、東京五輪の7人制女子アメリカ代表に選ばれた。
2024年、2024パリ五輪の7人制女子アメリカ代表に選ばれて銅メダル獲得。